# فرص عالمية في المزارع العضوية

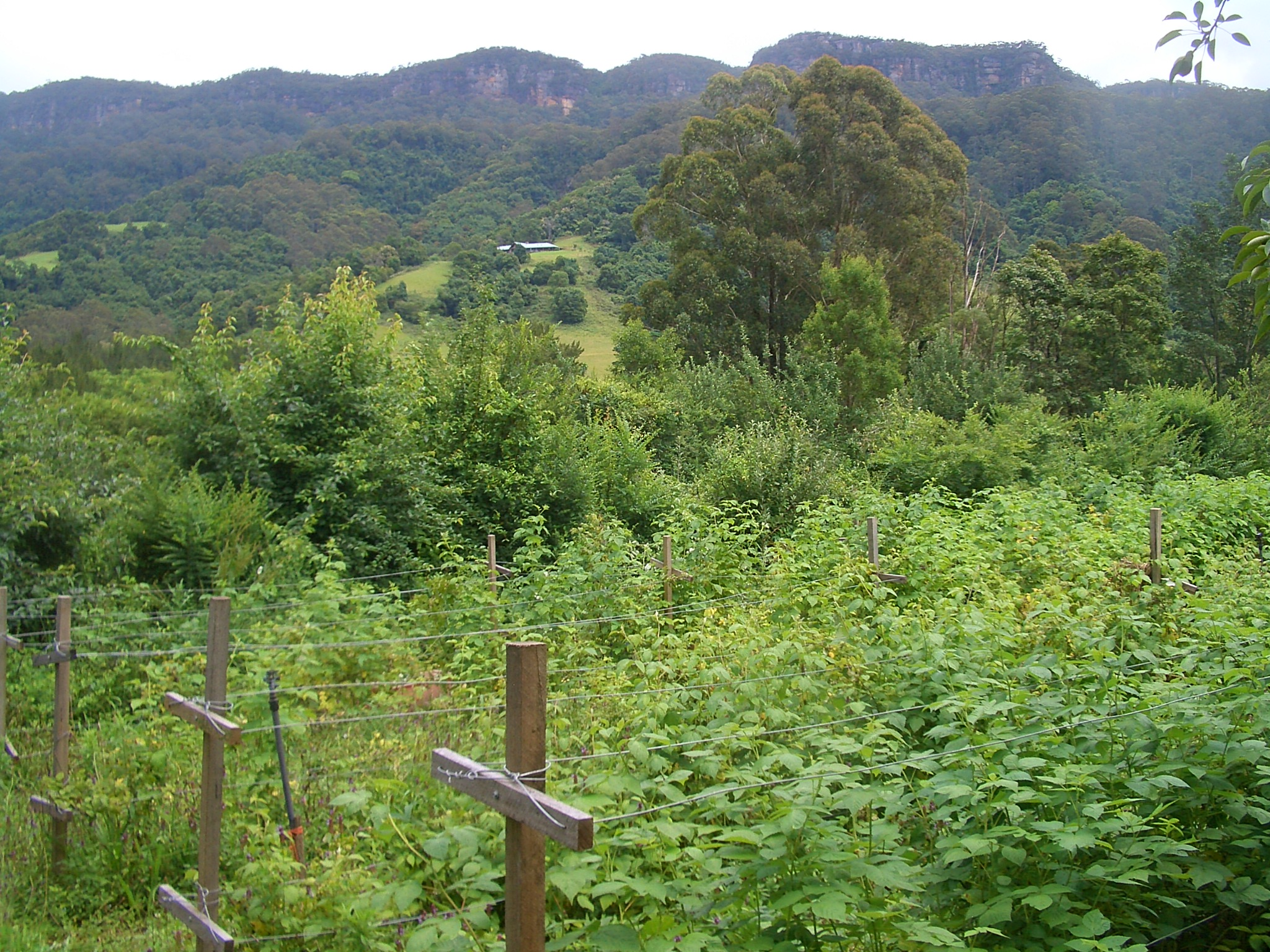

الفرص العالمية للمزارع العضوية WWOOF هي شبكة فضفاضة من المنظمات الوطنية التي تسهل الإقامة في المزارع العضوية. اعتبارًا من يونيو 2016 تمتلك أستراليا التي تضم 2600 مضيفًا أكبر عدد من المزارع والشركات المضيفة تليها نيوزيلندا مع 2340 مضيفًا والولايات المتحدة مع 2052 مضيفًا. المملكة المتحدة لديها 688 مضيف بينما يوجد مضيفو WWOOF في 210 دولة حول العالم لا توجد قائمة أو منظمة مركزية تشمل جميع مضيفي WWOOF. نظرًا لعدم وجود عضوية دولية واحدة في WWOOF ، فإن جميع منظمات دول WWOOF المعترف بها تسعى جاهدة للحفاظ على معايير مماثلة، والعمل معًا لتعزيز أهداف المنظمة
تهدف WWOOF إلى تزويد المتطوعين بخبرة مباشرة في طرق النمو العضوية والسليمة بيئيًا، لمساعدة الحركة العضوية والسماح للمتطوعين بتجربة الحياة في بيئة ريفية أو بلد مختلف. لا يتلقى متطوعو WWOOF عمومًا أموالًا مقابل الخدمات يوفر المضيف الطعام والسكن وفرص التعلم مقابل المساعدة في أنشطة الزراعة أو البستنة. يمكن أن تتراوح مدة الزيارة من بضعة أيام إلى سنوات. متوسط أيام العمل من خمس إلى ست ساعات ويتفاعل المشاركون مع WWOOFers من دول أخرى تشمل مزارع WWOOF حدائق خاصة من خلال حيازات صغيرة وتخصيصات ومزارع تجارية. تصبح المزارع مضيفين لـ WWOOF من خلال الانضمام إلى منظماتهم الوطنية. في البلدان التي لا توجد بها منظمة WWOOF ، تنضم المزارع إلى WWOOF المستقلون

## تاريخها
كانت WWOOF تعني في الأصل عبارة «عطلة نهاية الأسبوع في المزارع العضوية» وبدأت في إنجلترا عام 1971أرادت سو كوبارد وهي امرأة تعمل سكرتيرة في لندن، تزويد سكان المدن بإمكانية الوصول إلى الريف مع دعم الحركة العضوية. بدأت فكرتها مع العمل التجريبي في عطلات نهاية الأسبوع لأربعة أشخاص في مزرعة الديناميكية الحيوية في كلية إيمرسون في ساسكس.
سرعان ما بدأ الناس التطوع لفترات أطول من مجرد عطلات نهاية الأسبوع، لذلك تم تغيير الاسم إلى Willing Workers On Organic Farms ولكن بعد ذلك تسببت كلمة "work" في مشاكل مع قوانين العمل وسلطات الهجرة في بعض البلدان، التي كانت تميل إلى معاملة WWOOFers كعمال مهاجرين وتعارض تنافس الأجانب على الوظائف المحلية. (يدخل العديد من WWOOFers البلدان بتأشيرات سياحية، وهو أمر غير قانوني في بلدان مثل الولايات المتحدة) في محاولة للتحايل على هذا وأيضًا اعترافًا بالنطاق العالمي لـ WWOOFing تم تغيير الاسم مرة أخرى في عام 2000 إلى World Wide الفرص في المزارع العضوية. لكن بعض مجموعات WWOOF (مثل أستراليا) تختار الاحتفاظ بالاسم الأقدم.

## التطوع
يختار المتطوعون الدولة التي يرغبون في زيارتها ويتطوعون فيها ويتصلون بترتيب تواريخ ومدة إقامتهم في المزارع المختارة. يمكن أن تتراوح مدة إقامة المتطوع من أيام إلى شهور، ولكنها عادة ما تكون من أسبوع إلى أسبوعين. يمكن أن يتوقع المتطوعون العمل لمدة 4-6 ساعات يوميًا للحصول على طعام وإقامة ليوم كامل. يمكن أن يُطلب من المتطوعين المساعدة في مجموعة متنوعة من المهام، بما في ذلك: بذر البذور، وصنع السماد، والبستنة والزرع، وقطع الأخشاب، وإزالة الأعشاب الضارة، والحصاد والتعبئة، والحلب والتغذية، والسياج، وصنع الطوب الطيني، وصنع النبيذ، وصنع الجبن، خبز الخبز